# Saint-Herblain-Ouest-Indre
Saint-Herblain-Ouest-Indre (francès) o Kanton Sant-Ervlan-Kornôg-Antr (bretó) fou un antic cantó francès situat al departament de Loira Atlàntic a la regió de País del Loira, però que històricament ha format part de la Bretanya. El cantó aplegava una part de la comuna de Saint-Herblain (20.585 dels 43.901 habitants) i la d'Indre.

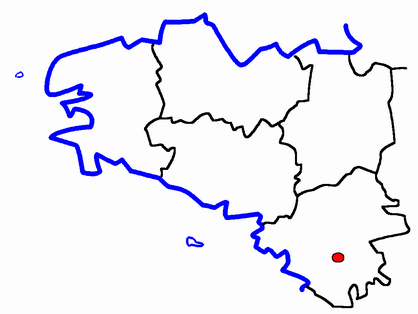
Situació del cantó respecte la Bretanya

| Data d'elecció                           | Identitat       | Partit | Qualitat |
| ---------------------------------------- | --------------- | ------ | -------- |
| 2004-                                    | Mireille Martin | PS     |          |
| les dades anteriors no són pas conegudes |                 |        |          |